# Championnat de Belgique masculin de handball de deuxième division 2007-2008
Navigation
Division 1 2006-2007 Division 1 2008-2009
La saison 2007-2008 du Championnat de Belgique masculin de handball de deuxième division, alors appelé Division 1, est la 45e saison de la deuxième plus haute division masculine de handball en Belgique.
Cette édition est remportée par le promu du Ticket 4U Lommel, enchaînant une troisième montée en quatre saisons. Les limbourgeois sont les seuls montant de cette éditions, ils remplaceront la saison suivante les liégeois de l'Union beynoise. 
Enfin, l'Apolloon Kortrijk est relégué et sera remplacé la saison suivante par le EHC Tournai. Les barrages ne changeront rien, le VOO HC Herstal et le HV Uilenspiegel Wilrijk restent en Division 1 au détriment de l'Elita Lebbeke et du HHV Meeuwen. Toutefois, en août 2008, le HC Eynatten (Mat.156), pensionnaire de Division d'Honneur fusionne avec le HC Raeren 76 (Mat.195) pour former le HC Eynatten-Raeren (Mat.156). La disparition du club germanophone au sein de la D1, laisse un vide qui sera finalement comblé par l'Elita Lebbeke.

## Participants
| Club                    | Matricule | Classement 2006-2007 | Localisation         | Entraîneur         | Salle                             |
| ----------------------- | --------- | -------------------- | -------------------- | ------------------ | --------------------------------- |
| Kreasa HB Houthalen     | 154       | 4e des Barrages A    | Houthalen-Helchteren | ?                  | Sporthal Lakerveld                |
| KTSV Eupen 1889         | 5         | 10e de DH            | Eupen                | ?                  | Sportzentrum d'Eupen              |
| HC Raeren 76            | 195       | 3e                   | Raeren               | / Mariusz Kedziora | ?                                 |
| HK Waasmunster          | 357       | 4e                   | Waasmunster          | ?                  | ?                                 |
| HC DB Gent              | 182       | 5e                   | Gand                 | ?                  | ?                                 |
| HBC Izegem              | 301       | 6e                   | Izegem               | ?                  | ?                                 |
| Jeunesse Jemeppe        | 66        | 7e                   | Seraing              | ?                  | Hall omnisports des Bois de Monts |
| HV Uilenspiegel Wilrijk | 014       | 8e                   | Anvers               | ?                  |                                   |
| Apolloon Kortrijk       | 198       | 9e                   | Courtrai             | ?                  | ?                                 |
| HC Herstal/Ans          | 58        | 10e                  | Courtrai             | ?                  | ?                                 |
| STHV Juventus Melveren  | 303       | 11e                  | Saint-Trond          | ?                  | ?                                 |
| Ticket 4U Lommel        | 420       | 1er de D2            | Lommel               | ?                  |                                   |

### Localisation
| \| HC Herstal/Ans HK Waasmunster HC Raeren KTSV Eupen Kreasa HB Houthalen HC DB Gent Wilrijk HCA Lommel Kortrijk HBC Izegem Melveren Jemeppe \| Localisation des clubs engagés dans le championnat |
| HC Herstal/Ans HK Waasmunster HC Raeren KTSV Eupen Kreasa HB Houthalen HC DB Gent Wilrijk HCA Lommel Kortrijk HBC Izegem Melveren Jemeppe                                                          |

Nombre d'équipes par Province
| # | Province                      | Nombre | Équipe(s)                                                       |
| - | ----------------------------- | ------ | --------------------------------------------------------------- |
| 1 | Province de Liège             | 4      | HC Herstal/Ans, Jeunesse Jemeppe, HC Raeren 76, KTSV Eupen 1889 |
| 2 | Province de Limbourg          | 3      | Kreasa HB Houthalen, STHV Juventus Melveren, HCA Lommel         |
| 1 | Province d'Anvers             | 2      | HV Uilenspiegel Wilrijk                                         |
| 1 | Province de Flandre-Orientale | 2      | HK Waasmunster, HC DB Gent                                      |
| 1 | Province de Flandre-Orientale | 2      | HBC Izegem, Apolloon Kortrijk                                   |

## Organisation du championnat
La saison régulière est disputée par 12 équipes jouant chacune l'une contre l'autre à deux reprises selon le principe des phases aller et retour. Une victoire rapporte 2 points, une égalité, 1 point et une défaite 0 point.
Après la saison régulière, l'équipe terminant première du championnat sera promue la saison suivante en Division d'Honneur et remplacera l'équipe ayant terminée dernière de la phase classique de Division d'Honneur. Son dauphin devra quant à lui disputer les Barrages A pour pouvoir prétendre à évoluer en Division d'Honneur la saison prochaine, ces barrages constitue à un nouveau championnat avec le septième, huitième et neuvième de la phase classique de la saison régulière de Division d'Honneur et donc le second de la Division 1. 
Pour ce qui des relégations, la dernière équipe du classement est d'office relégué en Division 2 et sera remplacé la saison prochaine par le champion de Division 2 de cette saison. Les équipes classées à la 10e et 11e disputeront les Barrages B contre les deuxième et troisième de Division 2 de cette saison.

## Compétition

### Saison régulière

#### Classement
|    | Équipe                  | Pts | J  | G  | N | P  | Bp  | Bc  | Diff |
| -- | ----------------------- | --- | -- | -- | - | -- | --- | --- | ---- |
| 1  | HCA Lommel              | 35  | 22 | 17 | 1 | 4  | 677 | 590 | 87   |
| 2  | HC DB Gent              | 31  | 22 | 14 | 3 | 5  | 602 | 563 | 39   |
| 3  | HC Raeren 76            | 25  | 22 | 11 | 3 | 8  | 660 | 632 | 28   |
| 4  | KTSV Eupen 1889         | 24  | 22 | 11 | 2 | 9  | 607 | 589 | 18   |
| 5  | HBC Izegem              | 23  | 22 | 10 | 3 | 9  | 666 | 634 | 32   |
| 6  | Jeunesse Jemeppe        | 21  | 22 | 9  | 3 | 10 | 580 | 588 | -8   |
| 7  | Kreasa HB Houthalen     | 20  | 22 | 10 | 0 | 12 | 557 | 583 | -26  |
| 8  | STHV Juventus Melveren  | 19  | 22 | 8  | 3 | 11 | 564 | 580 | -16  |
| 9  | HKW Waasmunster         | 18  | 22 | 9  | 0 | 13 | 575 | 616 | -41  |
| 10 | VOO HC Herstal          | 18  | 22 | 7  | 4 | 11 | 562 | 563 | -1   |
| 11 | HV Uilenspiegel Wilrijk | 15  | 22 | 7  | 1 | 14 | 548 | 612 | -64  |
| 12 | Apolloon Kortrijk       | 15  | 22 | 6  | 3 | 13 | 548 | 596 | -48  |

|                 | Champion et promu en Division d'Honneur          |
|                 | Qualifié pour les Barrages A                     |
|                 | Qualifié pour les Barrages B                     |
|                 | Relégué en Division 2                            |
| en augmentation | Promu de Division 2 en début de saison           |
| en diminution   | relégué de Division d'Honneur en début de saison |

#### Matchs
| Résultats (dom.\ext.)                                      | LOM   | JEM   | AKO   | HER   | GEN   | KTSV  | IZE   | RAE   | MEL   | HOU   | WIL   | WAA   |
| HCA Lommel                                                 |       | 32-24 | 27-29 | 29-27 | 30-26 | 23-22 | 35-28 | 33-33 | 34-23 | 31-22 | 33-28 | 32-25 |
| Jeunesse Jemeppe                                           | 25-29 |       | 31-21 | 25-25 | 27-24 | 24-24 | 35-31 | 31-33 | 27-30 | 21-18 | 27-19 | 28-20 |
| Apolloon Kortrijk                                          | 29-37 | 30-30 |       | 26-31 | 22-26 | 21-19 | 25-25 | 26-32 | 24-24 | 21-25 | 28-31 | 31-20 |
| VOO HC Herstal                                             | 18-30 | 23-24 | 26-28 |       | 24-24 | 26-22 | 28-28 | 36-25 | 26-17 | 27-24 | 29-20 | 19-28 |
| HC DB Gent                                                 | 31-29 | 21-20 | 24-19 | 26-21 |       | 29-33 | 30-20 | 28-28 | 25-19 | 29-23 | 33-28 | 29-20 |
| KTSV Eupen 1889                                            | 25-28 | 30-26 | 31-28 | 27-25 | 25-26 |       | 28-37 | 32-30 | 24-31 | 30-27 | 35-18 | 29-28 |
| HBC Izegem                                                 | 33-28 | 37-22 | 39-21 | 30-24 | 32-32 | 29-30 |       | 25-30 | 31-37 | 29-25 | 30-24 | 31-27 |
| HC Raeren 76                                               | 25-32 | 31-18 | 25-24 | 27-27 | 42-27 | 23-30 | 37-40 |       | 33-32 | 34-23 | 28-26 | 36-26 |
| STHV Juventus Melveren                                     | 29-35 | 21-28 | 22-24 | 27-20 | 27-32 | 26-26 | 29-28 | 25-30 |       | 21-14 | 29-20 | 25-26 |
| Kreasa HB Houthalen                                        | 38-36 | 25-29 | 28-22 | 27-26 | 25-22 | 29-27 | 28-26 | 27-24 | 22-23 |       | 26-24 | 22-30 |
| HV Uilenspiegel Wilrijk                                    | 20-22 | 37-32 | 18-26 | 27-22 | 21-28 | 29-25 | 31-33 | 31-26 | 22-22 | 21-31 |       | 25-24 |
| HKW Waasmunster                                            | 30-32 | 27-26 | 25-23 | 22-32 | 28-30 | 26-33 | 28-24 | 33-28 | 29-25 | 30-28 | 23-28 |       |
| - Victoire à domicile - Match nul - Victoire à l'extérieur |       |       |       |       |       |       |       |       |       |       |       |       |

### Barrages
Les barrages pour l'accession à la Première division nationale, deuxième échelon dans la hiérarchie du handball belge, correspond à ce qu'on appelle les Barrages B. Ce mini championnat regroupe les 10e et 11e de Division 1 ainsi que les 2e et 3e de Division 2. Les deux premières places sont qualifiables pour la compétition de Division 1 la saison suivante. Cependant la disparition du HC Raeren 76 offrit une nouvelle place et ainsi, le HV Uilenspiegel Wilrijk ne fut pas relégué. 

#### Classement
Les résultats de cette édition sont issus d'archives des différentes presses écrites belges.
|   | Équipe                  | Pts | J | G | N | P | Bp  | Bc  | Diff |
| - | ----------------------- | --- | - | - | - | - | --- | --- | ---- |
| 1 | VOO HC Herstal          | 11  | 6 | 5 | 0 | 1 | 167 | 147 | 20   |
| 2 | Elita Lebbeke           | 8   | 6 | 4 | 0 | 2 | 158 | 147 | 11   |
| 3 | HV Uilenspiegel Wilrijk | 5   | 6 | 2 | 0 | 4 | 144 | 169 | -25  |
| 4 | HHV Meeuwen             | 2   | 6 | 1 | 0 | 5 | 149 | 155 | -6   |

|                 | Relégation en Division 2                   |
| en augmentation | Issus de la Division 2                     |
| en diminution   | Issus de la saison régulière de Division 1 |

#### Matchs
Les résultats de cette édition sont issus d'archives des différentes presses écrites belges,,,,
| Résultats (dom.\ext.)                                      | LEB   | HER   | UIL   | MEE   |
| Elita Lebbeke                                              |       | 23-27 | 34-24 | 26-24 |
| VOO HC Herstal                                             | 22-24 |       | 30-27 | 24-21 |
| HV Uilenspiegel Wilrijk                                    | 26-22 | 23-32 |       | 21-20 |
| HHV Meeuwen                                                | 24-29 | 26-27 | 31-23 |       |
| - Victoire à domicile - Match nul - Victoire à l'extérieur |       |       |       |       |

## Bilan

### Classement final
| Rang | Équipe                                                    |
| ---- | --------------------------------------------------------- |
| 1er  | HCA Lommel                                                |
| 2e   | HC DB Gent                                                |
| 3e   | HC Raeren 76                                              |
| 4e   | KTSV Eupen 1889                                           |
| 5e   | HBC Izegem                                                |
| 6e   | Jeunesse Jemeppe                                          |
| 7e   | Kreasa HB Houthalen                                       |
| 8e   | STHV Juventus Melveren                                    |
| 9e   | HKW Waasmunster                                           |
| 10e  | VOO HC Herstal 1er des Barrages B (maintenu)              |
| 11e  | HV Uilenspiegel Wilrijk 3e des Barrages B (relégué)       |
| 12e  | Apolloon Kortrijk Relégué à l'issue de la phase classique |
| -    | Elita Lebbeke 2e des Barrages B (promu, 2e de D2)         |
| -    | HHV Meeuwen 4e des Barrages B (promu, 3e de D2)           |

|                 | Qualifiés pour la Division d'Honneur       |
|                 | Barragiste promu issu de la Division 2     |
|                 | Barragiste non promu issu de la Division 2 |
|                 | Relégués en Division 2                     |
| en augmentation | Promu de début de saison                   |
| en diminution   | Relégué de début de saison                 |

### Bilan de la saison
| Tableau d'honneur de la saison 2007-2008 |                           |                            |
| Compétition                              | Vainqueur                 | Commentaire                |
| Championnat de Belgique                  | HCA Lommel                | -                          |
| Promotions et relégations                |                           |                            |
| Promu de Division 2 (D3)                 | EHC Tournai Elita Lebbeke | 1er (D3) 3e des barrages B |
| Relégation en Division 2 (D3)            | Apolloon Kortrijk         | 12e de la saison régulière |